# Plagigeyeria conilis
Plagigeyeria conilis é uma espécie de gastrópode  da família Hydrobiidae.
É endémica de França.